# Петухово (станция)
Петухово — промежуточная железнодорожная станция Курганского региона Южно-Уральской железной дороги, расположенная в городе Петухово Курганской области.
Станция обслуживает как пассажирские, так и грузовые перевозки.
Переход через пути осуществляется по пешеходному мостику, проходящему над всеми станционными путями.

## История
Железнодорожная станция Петухово построена во время строительства Великого Сибирского пути, его западного участка — Западно-Сибирской железной дороги от станции Челябинск до Новониколаевска, движение по которому открыто было в 1896 году. Станция была построена на 407 версте строящейся дороги в 6 верстах от тогда села Петухово Ишимского уезда Тобольской губернии. Во время строительства станции с 1893 года возле неё возник Вознесенский посад, образованный переселившимися крестьянами Полтавской и Черниговской губерний. Уже по состоянию на 1898 год со станции отправлялось в западном направлении ежегодно около 8200 тонн зерна и муки и более 80 тонн сливочного масла. При станции был создан врачебно-питательный переселенческий пункт на 50 человек с возможностью временного расширения с применением юрт для обслуживания переселенцев в Ишимский уезд и Петропавловский уезд Акмолинской области.

## Пригородное сообщение
Осуществляется большей частью электропоездами:
- Макушино — Петропавловск (2 пары электропоездов в день).
- Петухово — Курган (1 пара электропоездов в неделю).

## Дальнее сообщение
По графику 2020 года через станцию курсируют следующие поезда дальнего следования:

### Круглогодичное движение поездов
| № поезда | Маршрут движения         | № поезда | Маршрут движения         |
| -------- | ------------------------ | -------- | ------------------------ |
| 11       | Владивосток — Самара     | 12       | Самара — Владивосток     |
| 59       | Новокузнецк — Кисловодск | 60       | Кисловодск — Новокузнецк |
| 83       | Караганда — Москва       | 84       | Москва — Караганда       |
| 89       | Петропавловск — Москва   | 90       | Москва — Петропавловск   |
| 97       | Тында — Кисловодск       | 98       | Кисловодск — Тында       |
| 127      | Красноярск — Адлер       | 128      | Адлер — Красноярск       |
| 129      | Красноярск — Анапа       | 130      | Анапа — Красноярск       |
| 133      | Томск — Анапа            | 134      | Анапа — Томск            |
| 303      | Алма-Ата — Казань        | 304      | Казань — Алма-Ата        |
| 315      | Ташкент — Казань         | 316      | Казань — Ташкент         |

### Сезонное движение поездов
| № поезда | Маршрут движения                  | № поезда | Маршрут движения                  |
| -------- | --------------------------------- | -------- | --------------------------------- |
| 205      | Иркутск — Анапа                   | 206      | Анапа — Иркутск                   |
| 229      | Северобайкальск — Анапа           | 230      | Анапа — Северобайкальск           |
| 235      | Тында — Анапа                     | 236      | Анапа — Тында                     |
| 241      | Иркутск — Адлер                   | 242      | Адлер — Иркутск                   |
| 243      | Новокузнецк — Анапа               | 244      | Анапа — Новокузнецк               |
| 249      | Новокузнецк — Имеретинский курорт | 250      | Имеретинский курорт — Новокузнецк |
| 251      | Барнаул — Адлер                   | 252      | Адлер — Барнаул                   |
| 269      | Чита — Адлер                      | 270      | Адлер — Чита                      |
| 273      | Северобайкальск — Адлер           | 274      | Адлер — Северобайкальск           |